# Coupe du monde de saut d'obstacles 1982-1983
Navigation
Édition précédente Édition suivante
La coupe du monde de saut d'obstacles 1982-1983 est la 5e édition de la coupe du monde de saut d'obstacles organisée par la FEI. La finale se déroule à Vienne (Autriche), en avril 1983.

## Classement après la finale
| Pos. | Cavalier          | Nationalité | Cheval     |
| ---- | ----------------- | ----------- | ---------- |
| 1    | Norman Dello Joio | États-Unis  | I Love You |
| 2    | Hugo Simon        | Autriche    | Gladstone  |
| 3    | Melanie Smith     | États-Unis  | Calypso    |